# Parabola del vino nuovo nelle otri vecchie

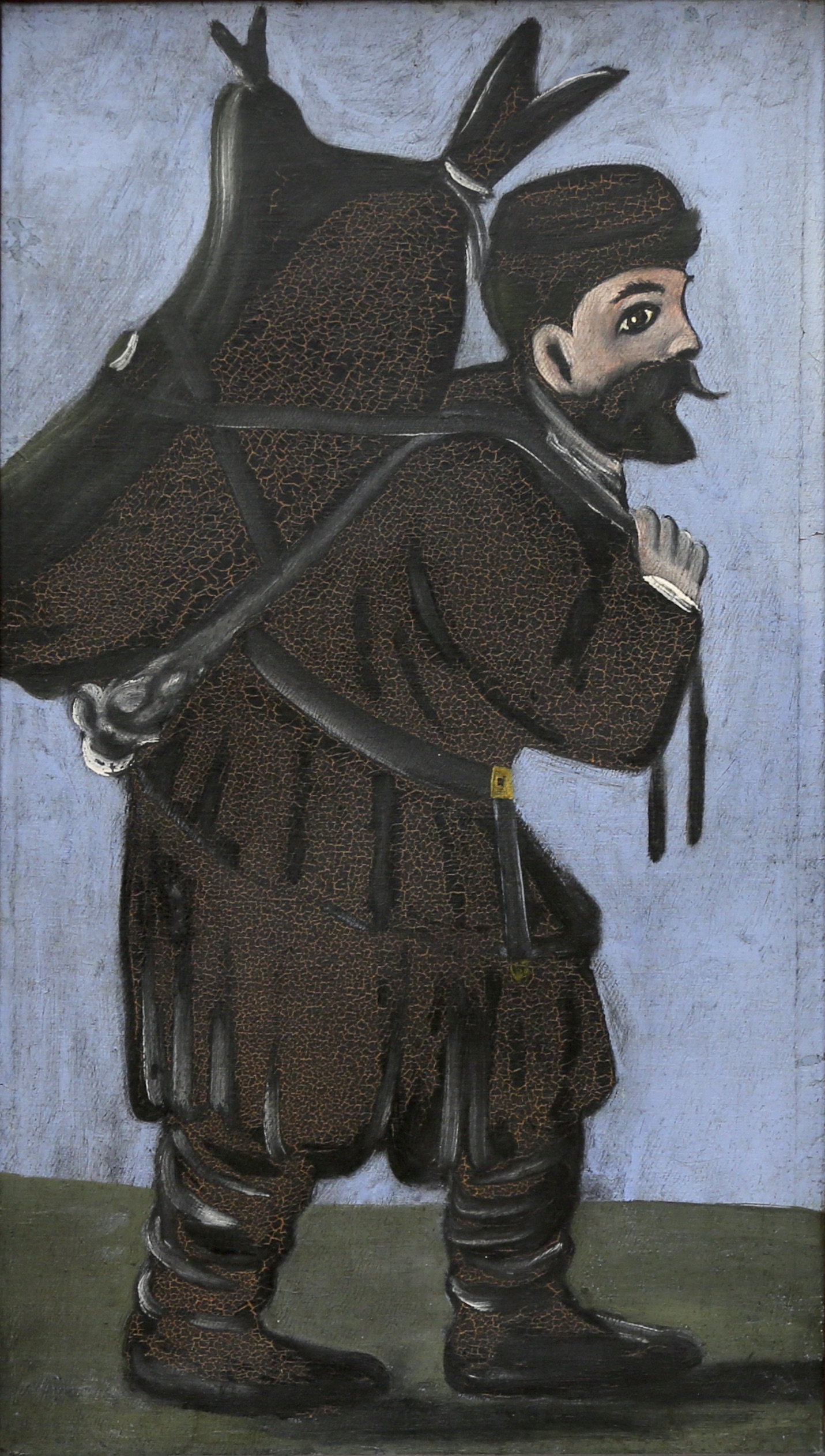
Portatore di otre, di Niko Pirosmani (prima del 1919)

La parabola del vino nuovo nelle otri vecchi (detta anche La questione del digiuno o Il nuovo e il vecchio) è una delle parabole di Gesù; si trova in tutti e tre i vangeli sinottici (Mc 2,18-22, Mt 9,16-17, Lc 5,33-39) e nel Vangelo di Tommaso (47). La parabola è associata anche nel testo evangelico a quella della toppa vecchia sul vestito nuovo (col medesimo significato) e pertanto le due parabole possono trovarsi associate anche come La toppa vecchia sul vestito nuovo e il vino nuovo nelle otri vecchie.
La parabola è preceduta dall'immagine figurata degli amici dello sposo invitati alle nozze.

## La parabola
La parabola segue la chiamata di Matteo tra i discepoli di Gesù, e sembra essere parte di una discussione al banchetto tenuto da questi (Lc 5,29). La parabola viene narrata in risposta ad una domanda sul tema del digiuno:
(Lc 5,33-35,
 CEI)
La risposta di Gesù continua con due brevi parabole. Luca ne da una versione più dettagliata:
(Lc 5,36-39, CEI)

## Interpretazione
Le due parabole fanno da collegamenti tra l'insegnamento di Gesù e la tradizione ebraica. Secondo alcuni interpreti, Gesù qui "propone le sue novità rispetto al vecchio modo di fare di scribi e farisei." All'inizio del II secolo, Marcione, fondatore del Marcionismo, utilizzò questo passaggio per giustificare una "totale separazione tra la religione esposta da Gesù e Paolo e quella delle scritture ebraiche".
Altri interpreti vedono un tentativo dell'evangelista Luca di tracciare nel culto ebraico le radici del nuovo cristianesimo, per quanto "Gesù abbia portato qualcosa di nuovo, che né i rituali né le tradizioni dell'ebraismo ufficiale possono contenere."
Nel suo commentario su Matteo, Marco e Luca, Giovanni Calvino disse che le otri vecchie così come la pezza vecchia rappresentano i discepoli di Gesù, mentre il vino nuovo ed il vestiti nuovo rappresentano la pratica di digiunare due volte a settimana.
Basandosi sul parallelismo rabbinico di Pirkei Avot, la parabola è stata vista anche come la difficoltà di insegnare ai discepoli i nuovi insegnamenti di Gesù, loro che avevano un substrato di tradizioni e conoscenze religiose unicamente relative all'ebraismo.
La metafora è anche relativa alla cultura moderna. I nuovi vestiti non hanno ancora bisogno di pezze, pertanto non è necessario rovinarli con una pezza vecchia. Allo stesso modo, le vecchie otri che sono state "usate sino al limite" o sono divenute logore dal momento che il vino ha fermentato dentro di loro, non possono essere usate per accogliere del vino novello.